# Liang Yan
Liang Yan (em chinês:  梁 艷; Xiaoyi, 4 de outubro de 1961) é uma ex-jogadora de voleibol da China que competiu nos Jogos Olímpicos de 1984.
Em 1984, ela fez parte da equipe chinesa que conquistou a medalha de ouro no torneio olímpico, no qual atuou em cinco partidas.